# Convocazioni per il Campionato mondiale per club FIFA 2005
Elenco dei giocatori convocati da ciascun club partecipante alla Campionato mondiale per club FIFA 2005.

## Al-Ahly
Allenatore:  Manuel José de Jesus
| N. |                   | Ruolo | Calciatore           |
| -- | ----------------- | ----- | -------------------- |
| 1  | Egitto (bandiera) | P     | Essam El-Hadary      |
| 2  | Egitto (bandiera) | D     | Islam El-Shater      |
| 3  | Egitto (bandiera) | D     | Mohamed Abdelwahab   |
| 4  | Egitto (bandiera) | D     | Emad El-Nahhas       |
| 5  | Egitto (bandiera) | D     | Ahmad El-Sayed       |
| 6  | Egitto (bandiera) | D     | Wael Gomaa           |
| 7  | Egitto (bandiera) | C     | Shady Mohamed        |
| 8  | Egitto (bandiera) | C     | Mohamed Barakat      |
| 9  | Egitto (bandiera) | A     | Emad Moteab          |
| 10 | Egitto (bandiera) | C     | Wael Riad            |
| 11 | Egitto (bandiera) | C     | Ahmad Hassan Stakoza |
| 12 | Angola (bandiera) | C     | Gilberto             |

| N. |                   | Ruolo | Calciatore         |
| -- | ----------------- | ----- | ------------------ |
| 13 | Egitto (bandiera) | C     | Hossam Ashour      |
| 14 | Egitto (bandiera) | C     | Hassan Mostafa     |
| 15 | Egitto (bandiera) | D     | Ahmed Abou Mosalem |
| 16 | Egitto (bandiera) | D     | Rami Adel          |
| 17 | Egitto (bandiera) | C     | Mohamed Shawky     |
| 18 | Egitto (bandiera) | A     | Osama Hosny        |
| 19 | Egitto (bandiera) | P     | Amir AbdulHamid    |
| 20 | Egitto (bandiera) | C     | Hady Khashaba      |
| 21 | Egitto (bandiera) | P     | Nader El-Sayed     |
| 22 | Egitto (bandiera) | C     | Mohamed Aboutrika  |
| 23 | Angola (bandiera) | A     | Flávio             |

## Al-Ittihad
Allenatore:  Anghel Iordănescu
| N. |                           | Ruolo | Calciatore        |
| -- | ------------------------- | ----- | ----------------- |
| 1  | Arabia Saudita (bandiera) | P     | Mabrouk Zaid      |
| 2  | Arabia Saudita (bandiera) | D     | Ahmad Al-Dokhi    |
| 3  | Sierra Leone (bandiera)   | A     | Mohamed Kallon    |
| 4  | Arabia Saudita (bandiera) | D     | Redha Tukar       |
| 5  | Arabia Saudita (bandiera) | D     | Ali Al Garni      |
| 6  | Arabia Saudita (bandiera) | D     | Mesfr Al Kahtani  |
| 7  | Arabia Saudita (bandiera) | C     | Mohammed Haidar   |
| 8  | Arabia Saudita (bandiera) | C     | Manaf Abushgeer   |
| 9  | Arabia Saudita (bandiera) | A     | Hamzah Falatah    |
| 10 | Camerun (bandiera)        | A     | Joseph-Desire Job |

| N. |                           | Ruolo | Calciatore          |
| -- | ------------------------- | ----- | ------------------- |
| 11 | Brasile (bandiera)        | C     | Tcheco              |
| 12 | Arabia Saudita (bandiera) | C     | Abdoh Hakami        |
| 13 | Arabia Saudita (bandiera) | D     | Osama Al Harbi      |
| 14 | Arabia Saudita (bandiera) | C     | Saud Kariri         |
| 17 | Arabia Saudita (bandiera) | C     | Ibrahim Suwayed     |
| 18 | Arabia Saudita (bandiera) | C     | Mohammed Noor       |
| 20 | Arabia Saudita (bandiera) | D     | Adnan Falatah       |
| 21 | Arabia Saudita (bandiera) | D     | Hamad Al-Montashari |
| 22 | Arabia Saudita (bandiera) | P     | Hussein Al-Sadiq    |
| 23 | Arabia Saudita (bandiera) | P     | Tisir Al-Antaif     |

## Deportivo Saprissa
Allenatore:  Hernán Medford
| N. |                       | Ruolo | Calciatore       |
| -- | --------------------- | ----- | ---------------- |
| 1  | Costa Rica (bandiera) | P     | Jose Porras      |
| 2  | Costa Rica (bandiera) | C     | Cristian Bolaños |
| 3  | Costa Rica (bandiera) | D     | Víctor Cordero   |
| 4  | Costa Rica (bandiera) | D     | Ronald Gonzalez  |
| 5  | Costa Rica (bandiera) | D     | Jervis Drummond  |
| 6  | Costa Rica (bandiera) | D     | Reynaldo Parks   |
| 7  | Costa Rica (bandiera) | A     | Allan Alemán     |
| 8  | Costa Rica (bandiera) | C     | Wálter Centeno   |
| 9  | Costa Rica (bandiera) | C     | Pablo Brenes     |
| 10 | Costa Rica (bandiera) | C     | Alonso Solís     |
| 11 | Costa Rica (bandiera) | A     | Rónald Gómez     |
| 12 | Costa Rica (bandiera) | A     | Álvaro Saborío   |

| N. |                       | Ruolo | Calciatore         |
| -- | --------------------- | ----- | ------------------ |
| 13 | Costa Rica (bandiera) | D     | Juan Esquivel      |
| 14 | Costa Rica (bandiera) | D     | Andrés Núñez       |
| 15 | Costa Rica (bandiera) | C     | Saúl Phillips      |
| 16 | Costa Rica (bandiera) | D     | Gabriel Badilla    |
| 17 | Costa Rica (bandiera) | C     | José Luis López    |
| 18 | Costa Rica (bandiera) | P     | Fausto Gonzalez    |
| 19 | Costa Rica (bandiera) | C     | Rándall Azofeifa   |
| 20 | Costa Rica (bandiera) | A     | Gerald Drummond    |
| 21 | Costa Rica (bandiera) | P     | Keylor Navas       |
| 22 | Costa Rica (bandiera) | D     | José Pablo Fonseca |
| 23 | Costa Rica (bandiera) | D     | Try Bennett        |

## Liverpool
Allenatore:  Rafael Benítez
| N. |                        | Ruolo | Calciatore              |
| -- | ---------------------- | ----- | ----------------------- |
| 1  | Polonia (bandiera)     | P     | Jerzy Dudek             |
| 2  | Inghilterra (bandiera) | D     | Stephen Warnock         |
| 3  | Irlanda (bandiera)     | D     | Steve Finnan            |
| 4  | Finlandia (bandiera)   | D     | Sami Hyypiä             |
| 6  | Norvegia (bandiera)    | C     | John Arne Riise         |
| 7  | Australia (bandiera)   | C     | Harry Kewell            |
| 8  | Inghilterra (bandiera) | A     | Steven Gerrard          |
| 9  | Francia (bandiera)     | A     | Djibril Cissé           |
| 10 | Spagna (bandiera)      | C     | Luis Garcia             |
| 11 | Francia (bandiera)     | A     | Florent Sinama-Pongolle |

| N. |                        | Ruolo | Calciatore         |
| -- | ---------------------- | ----- | ------------------ |
| 12 | Spagna (bandiera)      | P     | Pepe Reina         |
| 13 | Inghilterra (bandiera) | P     | Scott Carson       |
| 14 | Spagna (bandiera)      | C     | Xabi Alonso        |
| 15 | Inghilterra (bandiera) | A     | Peter Crouch       |
| 16 | Germania (bandiera)    | C     | Dietmar Hamann     |
| 17 | Spagna (bandiera)      | D     | Josemi             |
| 19 | Spagna (bandiera)      | A     | Fernando Morientes |
| 21 | Mali (bandiera)        | D     | Djimi Traoré       |
| 22 | Mali (bandiera)        | C     | Mohamed Sissoko    |
| 23 | Inghilterra (bandiera) | D     | Jamie Carragher    |

## San Paolo
Allenatore:  Paulo Autuori
| N. |                    | Ruolo | Calciatore     |
| -- | ------------------ | ----- | -------------- |
| 1  | Brasile (bandiera) | P     | Rogério Ceni   |
| 2  | Brasile (bandiera) | D     | Cicinho        |
| 3  | Brasile (bandiera) | D     | Fabão          |
| 4  | Brasile (bandiera) | D     | Edcarlos       |
| 5  | Uruguay (bandiera) | D     | Diego Lugano   |
| 6  | Brasile (bandiera) | D     | Júnior         |
| 7  | Brasile (bandiera) | C     | Mineiro        |
| 8  | Brasile (bandiera) | C     | Josué          |
| 9  | Brasile (bandiera) | A     | Grafite        |
| 10 | Brasile (bandiera) | C     | Danilo         |
| 11 | Brasile (bandiera) | A     | Márcio Amoroso |
| 12 | Brasile (bandiera) | A     | Christian      |

| N. |                    | Ruolo | Calciatore      |
| -- | ------------------ | ----- | --------------- |
| 13 | Brasile (bandiera) | D     | Alex            |
| 14 | Brasile (bandiera) | A     | Aloísio         |
| 15 | Brasile (bandiera) | C     | Denílson        |
| 16 | Brasile (bandiera) | D     | Fábio Santos    |
| 17 | Brasile (bandiera) | C     | Renan           |
| 18 | Brasile (bandiera) | D     | Flávio Donizete |
| 19 | Brasile (bandiera) | A     | Thiago          |
| 20 | Brasile (bandiera) | C     | Richarlyson     |
| 21 | Brasile (bandiera) | C     | Souza           |
| 22 | Brasile (bandiera) | P     | Bosco           |
| 23 | Brasile (bandiera) | P     | Flávio Kretzer  |

## Sydney FC
Allenatore:  Pierre Littbarski
| N. |                      | Ruolo | Calciatore      |
| -- | -------------------- | ----- | --------------- |
| 1  | Australia (bandiera) | P     | Clint Bolton    |
| 2  | Australia (bandiera) | D     | Iain Fyfe       |
| 3  | Australia (bandiera) | D     | Alvin Ceccoli   |
| 4  | Australia (bandiera) | D     | Mark Rudan      |
| 6  | Australia (bandiera) | C     | Ufuk Talay      |
| 7  | Australia (bandiera) | C     | Robbie Middleby |
| 8  | Australia (bandiera) | D     | Matthew Bingley |
| 9  | Australia (bandiera) | A     | David Zdrilić   |
| 10 | Australia (bandiera) | C     | Steve Corica    |
| 11 | Giappone (bandiera)  | A     | Kazuyoshi Miura |
| 12 | Australia (bandiera) | C     | David Carney    |

| N. |                              | Ruolo | Calciatore       |
| -- | ---------------------------- | ----- | ---------------- |
| 13 | Australia (bandiera)         | C     | Dustin Wells     |
| 14 | Australia (bandiera)         | C     | Andrew Packer    |
| 15 | Irlanda del Nord (bandiera)  | C     | Terry McFlynn    |
| 16 | Australia (bandiera)         | D     | Mark Milligan    |
| 17 | Australia (bandiera)         | D     | Jacob Timpano    |
| 18 | Australia (bandiera)         | D     | Wade Oostendorp  |
| 19 | Trinidad e Tobago (bandiera) | A     | Dwight Yorke     |
| 20 | Australia (bandiera)         | P     | Justin Pasfield  |
| 21 | Australia (bandiera)         | A     | John Buonavoglia |
| 22 | Australia (bandiera)         | A     | Sasho Petrovski  |
| 23 | Australia (bandiera)         | P     | Mitchell Blowes  |